# Curling na Zimskih olimpijskih igrah 2010
Curling na Zimskih olimpijskih igrah 2010.

## Dobitniki medalj
| Tekma  | Zlato   | Srebro   | Bron                       |
| Moški  | Kanada  | Norveška | Švedska                    |
| Ženske | Švedska | Kanada   | Ljudska republika Kitajska |